# بيلي شيفر
بيلي شيفر (بالإنجليزية: Billy Schaeffer)‏ مواليد 11 ديسمبر 1951 في بيلروس، هو لاعب كرة سلة أمريكي سابق. بدأ مسيرته الاحترافية في سنة 1973. تم اختياره من قبل فريق لوس أنجلوس ليكرز خلال الدرافت. يبلغ طوله 6 قدم 5 بوصة (2.0 م). اعتزل اللعب في 1976.

## روابط خارجية
- بيلي شيفر على موقع سبورتس رفرنس (الإنجليزية)
- بيلي شيفر على موقع كلية كرة السلة في سبورتس رفرنس.كوم (الإنجليزية)
- بيلي شيفر على موقع ريلجم (الإنجليزية)
- بيلي شيفر على موقع بروبوليرز (الإنجليزية)